# Ống khói đen

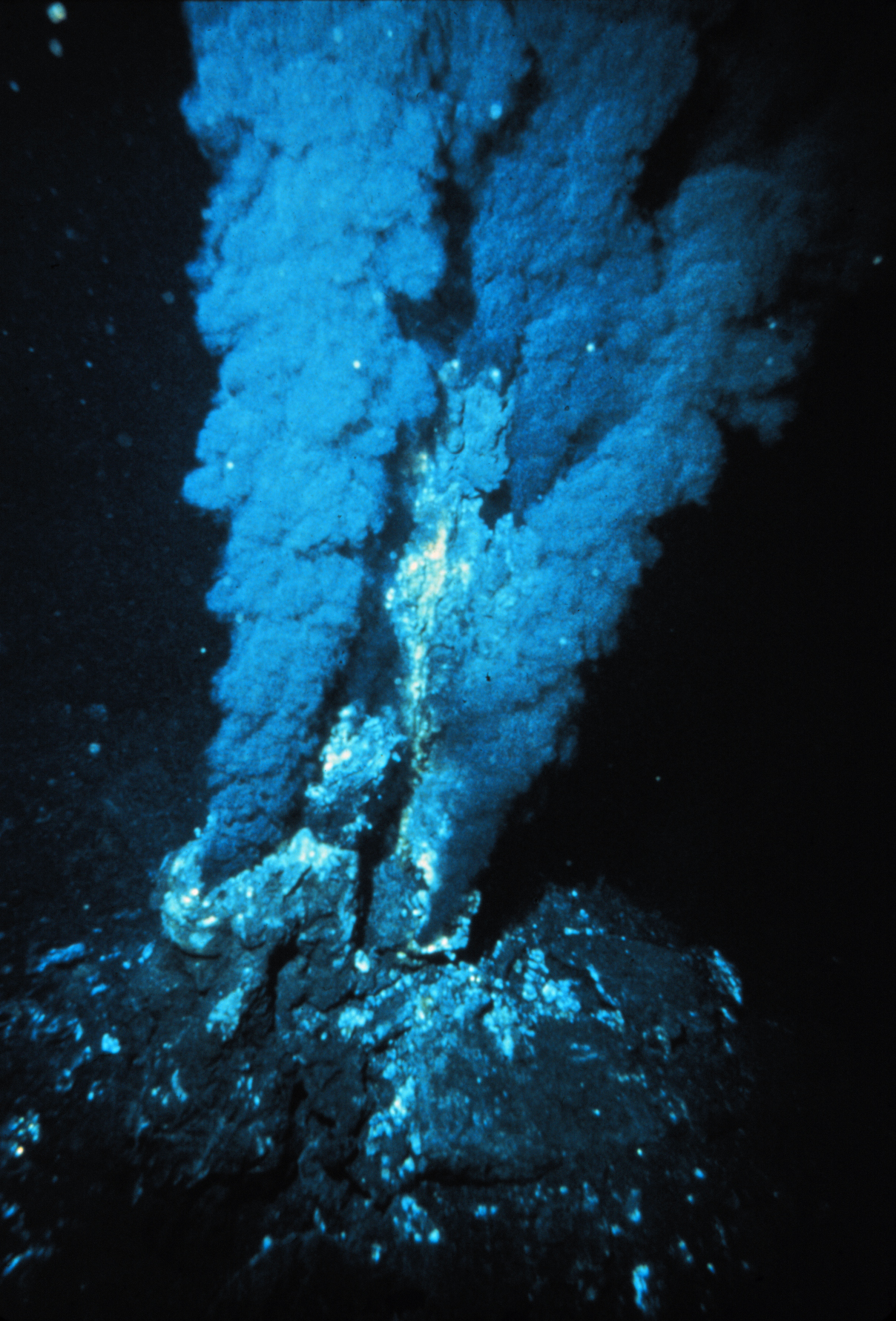
Một ống khói đen dưới Đại Tây Dương

Ống khói đen hay cột khói đen là một kiểu miệng phun thủy nhiệt được tìm thấy dưới đáy biển. Chúng có bề rộng khoảng hàng trăm mét khi nước cực nóng trào lên từ bên dưới vỏ Trái Đất xuyên qua đáy biển. Dòng nước này rất giàu các chất khoáng hòa tan từ vỏ Trái Đất và hầu hết chất khoáng này là sulfide. Khi nó tiếp xúc với nước đại dương lạnh, một số khoáng vật kết tủa tạo thành các cấu trúc giống ống khói đen xung quanh các miệng phun thủy nhiệt này. Các sulfide kim loại được tích tụ có thể tạo thành mỏ sulfide núi lửa.
Các cột khói đen này được các nhà khoa học thuộc Viện Hải Dương học Scripps phát hiện vào năm 1977 trên đới nâng đông Thái Bình Dương. Chúng được quan sát bằng các tàu ngầm nhỏ có tên là Alvin. Hiện nay, các cột khói đen này cũng có mặt trong Đại Tây Dương và Thái Bình Dương ở độ sâu trung bình 2.100 mét. Hầu hết các cột khói đen phía bắc gồm cụm gồm 5 miệng phun được gọi là Loki's Castle, được các nhà khoa học từ Đại học Bergen phát hiện năm 2008 tại 73 độ vĩ bắc trên Sống núi giữa Đại Tây Dương giữa Greenland và Na Uy. Các cột khói đen này có điểm lý thú là nó nằm trong vùng mà vỏ Trái Đất ổn định, ít có hoạt động kiến tạo.
Vùng nước xung quanh một ống khói có thể đạt đến 400 °C, nhưng lại không sôi vì áp suất nước ở độ sâu này vượt quá áp suất hóa khí của dung dịch lỏng. Vùng nước này cũng đặc biệt mang tính axit rất cao, giá trị pH có thể thấp đến 2.8 - tương tự như dấm.

## Hệ sinh thái

Sơ đồ vòng tuần hoàn sinh học địa-hóa của ống khói đen

Mặc dù sự sống rất thưa thớt ở độ sâu này, các ống khói đen lại là trung tâm của toàn bộ hệ sinh thái. Ánh sáng gần như không có, do đó nhiều loài sinh vật, chẳng hạn như vi khuẩn cổ, chuyển hóa nhiệt, khí methane và lưu huỳnh thành năng lượng qua các quá trình gọi là hóa hợp. Những sinh vật trên lại làm thức ăn cho những sinh vật phức tạp hơn như thân mềm hai mảnh và giun ống. Các loài sinh vật ở đáy chuỗi thức ăn cũng tích tụ khoáng chất vào đáy của ống khói đen, tạo thành một vòng đời.
Tại một "ống khói đen" ở Đông Thái Bình Dương, có những con giun ống khổng lồ dài tới 2m, đường kính 2–3 cm tụm lại chung quanh miệng lỗ. Những cái ống bảo vệ của chúng có màu trắng trông như lớp da cam, thân màu tím với yếm màu đỏ tươi. Nếu không có những màu sắc rực rỡ ấy, trông chúng thật ghê rợn. Các loài trai và sò ở đây cao tới hơn 30 cm, chúng thường di chuyển loanh quanh, chờ các lỗ khí mới phun ra là xông đến định cư.
Hệ động vật ở Tây Thái Bình Dương lại khác, đó là các loài ốc lông lá có kích thước bằng quả quýt chất thành đống chung quanh mép lỗ khí. Chúng không bao giờ "chải tóc" và trên "đầu" đầy vi khuẩn. Nhưng trước đây, những gì người ta tìm được ở dưới đáy biển sâu là những loài không có mắt vì chúng không phụ thuộc vào ánh sáng. Các loài vi khuẩn có khả năng tận dụng các khí từ dưới lòng đất phun lên làm nguồn năng lượng.
Nhưng không phải tất cả các lỗ khí đều tối đen như ta tưởng. Người ta đã phát hiện một số loài, đặc biệt là loài tôm, có mắt. Chúng có một hốc mắt nhỏ nhưng không có võng mạc. Thay vào đó, mắt được che phủ bằng một màng mỏng mềm có độ nhạy cảm cao với ánh sáng. Điều đáng ngạc nhiên nữa là, các lỗ khí này lại phát ra một thứ ánh sáng mờ mờ. Không ai hiểu rõ nguyên nhân vì sao, nhưng có thể tôm đã nhìn thấy. Chúng ăn những vi khuẩn phun ra từ các "vạc dầu" nóng bỏng dưới đáy biển, nhưng cũng có khả năng nhìn để giữ một khoảng cách an toàn với sức nóng.